# 州權
州权（英語：States' rights）是指美国各州政府擁有的權力，而且各州政府的權力不能被美國聯邦政府的權力侵犯。州權來自美国宪法（美國憲法第十修正案）。美國宪法未授予联邦的权力，也未禁止授予各州的权力，则保留给各州。不過美國的联邦地位高于各州，州宪法和法律如果與联邦宪法、法律相抵触則一律无效。另外美國宪法也會在某方面同時賦予联邦政府和州政府行使权力。联邦政府在管辖的某些领域内未制定法律时，州政府可以制定仅在本州行使的有关法律。在州權下，各州的法律會不尽相同。